# Бургос, Херман
Херма́н Адриа́н Рамо́н Бу́ргос (исп. Germán Adrián Ramón Burgos; род. 16 апреля 1969[…], Мар-дель-Плата, Буэнос-Айрес) — аргентинский футболист, вратарь; тренер.

## Карьера

### В клубе
Профессиональная карьера Бургоса началась в 1989 году в клубе «Феррокарриль Оэсте». Херман провёл в составе клуба пять сезонов, однако лишь в последние два стал основным голкипером команды. В общей сложности за клуб провёл 104 матча.
В 1994 году перешёл в «Ривер Плейт». В первом сезоне, проведённом Бургосом в составе «миллионеров», он принял участие в 33 матчах, однако с течением времени он стал не так часто занимать место в воротах. Летом 1999 года перешёл в испанский клуб «Мальорка». В составе команды провёл 2 сезона, принял участие лишь в 12 встречах. В 2001 году перешёл в другой испанский клуб, «Атлетико Мадрид». В сезоне 2001/02 был основным голкипером команды, но в течение последующих двух сезонов провёл лишь по 14 игр в каждом. В 2004 году принял решение завершить карьеру игрока.

### В сборной
В период с 1995 по 2002 год провёл 35 матчей за сборную Аргентины.
Был запасным голкипером сборной Аргентины на чемпионатах мира 1998 и 2002 годов, однако в матчах сборной на этих турнирах участия не принимал.

## После завершения карьеры
Бургос также является музыкантом. Он — фронтмен коллектива «The Garb».
С 29 марта 2010 года — главный тренер испанского футбольного клуба «Карабанчель». С января 2011 года работал помощником Диего Симеоне в клубах «Катания» и «Расинг». В декабре 2011 года вместе с Симеоне пришёл в «Атлетико Мадрид», где вновь выполнял обязанности ассистента главного тренера.